# Timofei Wladimirowitsch Kalistratow
Timofei Wladimirowitsch Kalistratow (russisch Тимофей Владимирович Калистратов; * 18. Februar 2003) ist ein russischer Fußballspieler.

## Karriere
Kalistratow wechselte im Februar 2020 von Almas-Antei St. Petersburg in die Akademie des FK Rostow. Im Juni 2020 debütierte er für die Profis in der Premjer-Liga, als er am 23. Spieltag der Saison 2019/20 gegen den FK Sotschi in der Startelf stand. In jenem Spiel lief eine reine Jugendmannschaft der Rostower auf, nachdem die Profis aufgrund von COVID-Fällen unter Quarantäne gestellt worden waren. Rostow verlor die Partie mit 10:1.